# Sergio Boschiero
 (janvier 2024).
Sergio Boschiero (Breganze, 15 avril 1936 – Colleferro, 3 juin 2015) est un politicien italien, représentant historique de quelques mouvements monarchistes italiens fondés après le 2 juin 1946.

## Biographie
Sergio Boschiero rappelait à l'occasion du référendum institutionnel de 1946 (il n'avait pas encore onze ans), qu'il faisait partie d'une bande de jeunes qui affichait des manifestes pro-monarchie dans toute la province de Vicence.
Dans les années 1950, il s'inscrivit au Front des Jeunesses monarchistes italiens (FMG), organisme de l'Union monarchiste italienne (UMI), en devenant successivement secrétaire pour le Triveneto : au Théâtre Rome de Vicence, il tint son premier discours public (08/04/1960), en présence de Carlo Delcroix, député du Parti national monarchiste, et 5e duc d'Aoste, du prince Amédée de Savoie-Aoste.
Au début des années 1960, il s'établit à Rome, en travaillant comme employé de banque, après avoir été nommé par Umberto II comme représentant officiel des monarchistes italiens. Il a été secrétaire national du Front des jeunesses monarchistes italiens (FMG) de 1962 à 1972 et secrétaire national de l'Union monarchiste italienne de 1972 à 1984 et depuis 2001 à 2012.
Il fut inscrit à l'Ordre national des journalistes (it) à partir de 1974 et dans les dernières années de sa vie, il dirigea l'agence de Presse FERT. Il collabora en outre avec la revue de divulgation historique, dirigée par Fabio Andriola.
Commandeur de l'ordre de la Couronne d'Italie, chevalier grand-croix de l'ordre sacré et militaire constantinien de Saint-Georges (branche espagnole), depuis 2002, il revint à recouvrir la charge de secrétaire national de l'Union monarchiste italienne, le plus ancienne association et nombreuses organisations monarchistes sur le territoire national, présidée par Gian Nicola Amoretti. Le 24 novembre 2012, au cours du XIIe congrès national de l'Union monarchiste italienne, il a été acclamé président honoraire.
Boschiero a soutenu la consulte des sénateurs du royaume d'Italie (Assemblée des sénateurs du royaume), actuellement présidée par l'historien, écrivain et journaliste Aldo Alessandro Mola, dont il est le président, à propos de l'exclusion de Victor-Emmanuel et son fils Emanuel-Philibert de la succession à Umberto II, en proposant officiellement Amédée de Savoie-Aoste comme prétendant au trône d'Italie. Dans le passé, il avait soutenu la branche Carignan dont sont issus Victor Emmanuel et Emmanuel-Philibert de la maison de Savoie mais, avant la fin de leur exil, il part après avoir rendu les décorations qui lui avait été conféré par eux, deux de l'ordre des Saints-Maurice-et-Lazare.

## Décorations
- Chevalier grand-croix de l'ordre sacré et militaire constantinien de Saint-Georges ;
- Commandeur de l'ordre de la Couronne d'Italie.